# Marsdenia nitida
Marsdenia nitida är en oleanderväxtart som först beskrevs av Jean Louis Marie Poiret, och fick sitt nu gällande namn av Joseph Decaisne. Marsdenia nitida ingår i släktet Marsdenia och familjen oleanderväxter. Inga underarter finns listade i Catalogue of Life.